# Алдатова, Алина Таймуразовна
Али́на Таймура́зовна Алда́това (осет. Æлдаттаты Таймуразы чызг Алина; род. 21 июля 1987) — спортсменка, обладательница 2-го кю по карате Кёкусинкай, чемпионка мира и России. Мастер спорта России международного класса.

## Биография
Алина родилась 21 июля 1987 года в Хабаровске.
В детстве увлекалась легкой атлетикой, но с появлением в родном городе школы Кёкусинкай каратэ увлеклась им.
До 2010 года проживала в Хабаровске, в настоящее время проживает в США, там же вышла замуж. 25 июля 2010 года Алина родила дочку.

## Основные спортивные достижения
- Чемпионат России — 2004 год — 1 место[7]
- Чемпионат России — 2005 год — 3 место[5]
- Чемпионат России — 2006 год — 1 место[5]
- Чемпионат мира — 2007 год — 1 место[5]
- Чемпионат мира — 2008 год — 3 место[5].